# Illano (Oscos)
Illano ist eine der vier Parroquias der Gemeinde San Martín de Oscos in der autonomen Region Asturien im Norden Spaniens.
Die 16 Einwohner (2011) leben in 13 Gebäuden auf einer Fläche von 7,29 km². Die Gemeindehauptstadt ist ca. 2,2 km entfernt.

## Ortsteile
- Arruñada (A Arruñada) – 8 Einwohner (2011)
- Arne (El Arne) – 2 Einwohner (2011)
- San Pedro de Ahio (San Pedro Io) – 6 Einwohner (2011)